# Công ty thời trang
Công ty thời trang là một bộ phim truyền hình được thực hiện bởi Hãng phim Truyền hình Thành phố Hồ Chí Minh, Đài Truyền hình Thành phố Hồ Chí Minh do Đinh Đức Liêm làm đạo diễn. Phim phát sóng vào năm 2005 trên kênh HTV9.

## Nội dung
Công ty thời trang xoay quanh một công ty thiết kế thời trang, nơi qui tụ những con người trẻ như Thanh Nhiên (Trương Ngọc Ánh), Nguyên (Bình Minh), Dũng (Thanh Phương), Thủy (Ngọc Lan), Kiều (Đào Vân Anh)... Mỗi người một chí hướng, cách sống khác nhau, nhưng tựu trung vẫn là những trăn trở về nghề nghiệp, cuộc sống, sự cạnh tranh giữa đồng nghiệp, trên thương trường và cả trong tình yêu...

## Diễn viên
- Trương Ngọc Ánh trong vai Thanh Nhiên
- Bình Minh trong vai Nguyên
- Quang Trí trong vai Khôi
- Hồng Hạnh trong vai Bà Thanh[5]
- NSƯT Trương Minh Quốc Thái trong vai Hiển
- Ngọc Thảo trong vai Tuấn
- Vân Quỳnh trong vai Phi Phi
- Thanh Thảo trong vai Loan
- Thanh Phương trong vai Dũng (†)
- Ngọc Lan trong vai Thủy
- Đào Vân Anh trong vai Kiều
- Hứa Vĩ Văn trong vai Nhật
- Hồng Nga trong vai Bà Tâm

Cùng một số diễn viên khác....

## Ca khúc trong phim
- Thôi xin đừng yêu

Sáng tác: Ngọc Lễ
Thể hiện: Phương Thảo
- Như ngày nào vừa mới biết yêu

Sáng tác: Ngọc Lễ
Thể hiện: Quốc Thái - Phương Thảo - Ngọc Lễ

## Giải thưởng
| Năm  | Giải thưởng   | Hạng mục                  | (Người) đề cử | Kết quả   | Tham khảo |
| ---- | ------------- | ------------------------- | ------------- | --------- | --------- |
| 2005 | Giải Mai Vàng | Nam diễn viên truyền hình | Thanh Phương  | Đoạt giải | [ 6 ]     |